# Oakerthorpe
Oakerthorpe – wieś w Anglii, w hrabstwie Derbyshire, w dystrykcie Amber Valley. Leży 20 km na północ od miasta Derby i 197 km na północny zachód od Londynu.